# 斜肩投法

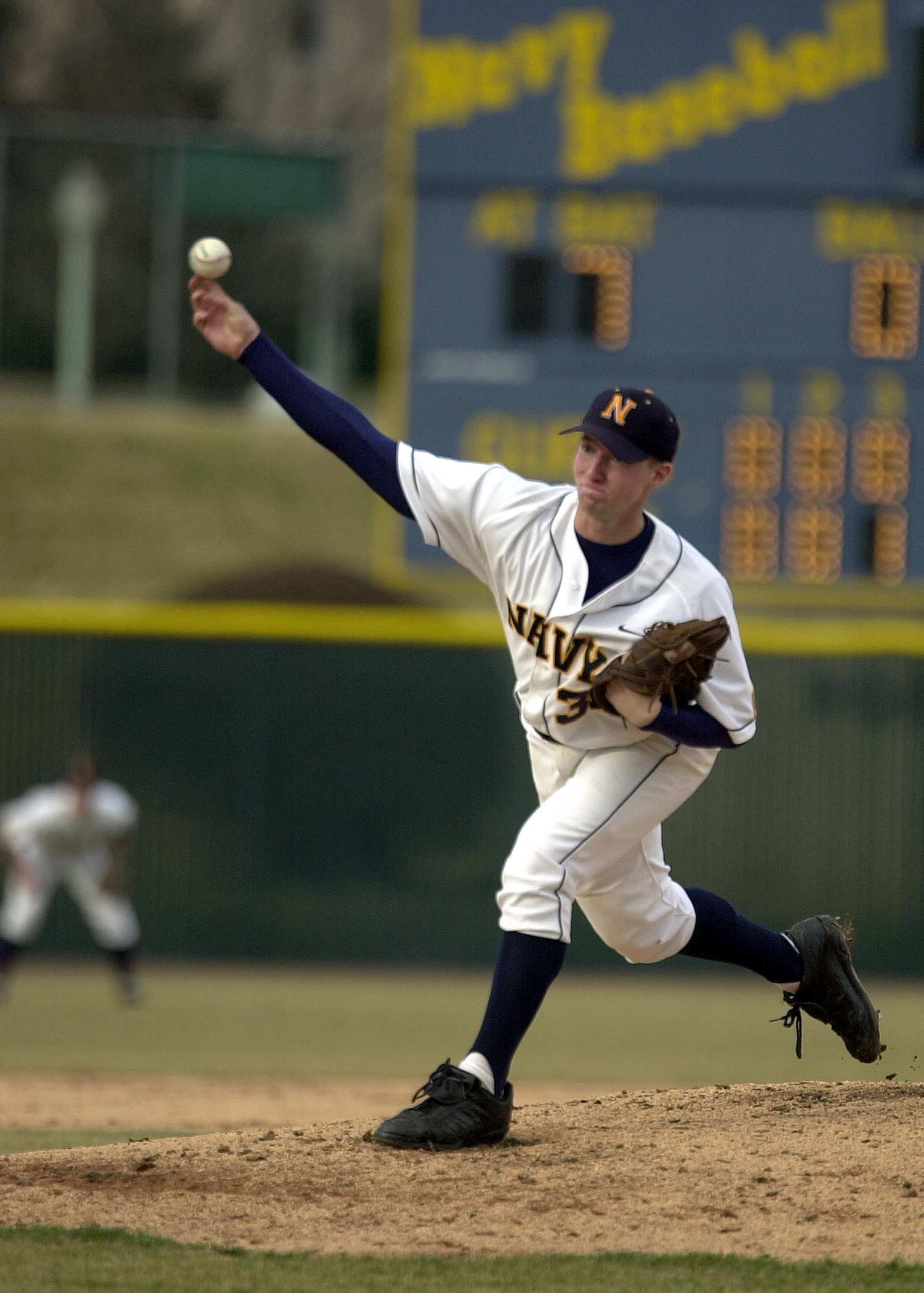
採用四分之三投法的右投手

斜肩投法，球界慣稱「四分之三投法」（three-quarters）是一種棒球投手的投球機制，其放球點介於高壓及側投之間，現今棒球投手大多數是採用斜肩投法來投球。
四分之三投法的慣稱是來自於「three-quarters delivery」的意譯。

## 簡介
斜肩投法是所有的投法中相對上最符合人體工學及力學的方式，因為這是對人體的結構而言較為自然的投法；一般人在將手中的物品拋擲出的時候，大多是自然以左手十到十一點鐘方向之間（右手一至二點鐘方向間）的揮臂角度來丟出，此角度和斜肩投法雷同，故此機制也算是所有的投法中最簡單，且最容易上手的。
因應出手角度的不同細分，斜肩投法另有高角度斜肩投法(high three-quarters)及低角度斜肩投法(low three-quarters)等描述。

## 優劣
這種投法的特色是控球相對上容易，投出的球路水平性及垂直性兼具，且因投球時肩部力量使用較少，對於肩部負擔較低，能在投球的續航力上取得較好的平衡。
斜肩投法是棒球初學者最適合練習的投法，由於斜肩投法是最接近運動人體工學的投法，使得動作容易協調，而且有助於培養基本動作，對未來若是改練高壓投法也有奠基性的作用。側投的動作基礎亦是如此(低肩側投由於是低肩投法為基，故關係較遠)。
但缺點是因為這種投法若揮臂時手肘低於肩膀的情形發生時，會給予手肘韌帶相當大的拉扯力道，因此罹患投手肘（俗稱「棒球肘」）、手肘內側韌帶撕裂傷的風險會較發生相同情形的高壓投法來得高；其次是使用這種投法的投手眾多，加上球路在高低的變化上較不如上肩投法所投出之相同球種，而增加打者有效擊球面的廣度，使得斜肩投法的球路容易被打者適應；第三是這種投球姿勢會降低垂直系球種的變化幅度。
另外一個缺點是斜肩投法的投手在投球的特性上，由於球路橫移及垂直變化均有水準，使得控球相對較為容易，但也因為球路較為水平、使用斜肩投法的投手眾多，使打者適應球路的時間相對較短，使得採斜肩投法的投手容易在第二輪打擊開始球路被突破的可能性較其它投法來得高。

## 球路特性
斜肩投法球路在垂直及水平角度的特性兼具，因此這種投法的球威不易因為身材上的限制而受到影響，只要掌握指法、放球點的技巧就能進一步製造變化，因此受到各種身材條件的投手歡迎，唯身材較為高大的投手使用斜肩投法的投手球威方面會因為較為水平的球路而減損身材上的優勢，故身材高大的投手常會被會求改用高壓法投球。原則上，斜肩投法各種球路均能順利投出，唯指叉系、曲球系、變速系等垂直系球路的效果稍差。
球速方面，理論上由於斜肩投法在投球力道的使用較少，使球速應會較高壓法來得慢，也就是「犧牲些許球速來爭取橫移角度」，但現實上，速球派投手反而是以斜肩投法投球的為主。

## 使用現況與名人
理論上，由於斜肩投法在投球力道的使用較少，使球速應會較高壓法來得慢，也就是「犧牲些許球速來爭取橫移角度」，但現實上，速球派投手反而是以斜肩投法投球的為主（粗斜體字為左投手）

### 美國職棒大聯盟

#### 現役
- 菲爾·休斯：為紐約洋基近十年陣容中少數自選秀至大聯盟過程由農場系統出身之投手，曾效力於紐約洋基，現效力於明尼蘇達雙城。

- 上原浩治：前日本職棒中央聯盟讀賣巨人王牌投手，曾因傷又因時任終結者豐田清深陷低潮而於2007年球季擔任一年代班終結者，日本知名控球派投手，2009年球季赴美加盟巴爾的摩金鶯，後轉至德州遊騎兵、波士頓紅襪，以中繼投手或終結者為主。
- 達比修有：美國職棒大聯盟德州遊騎兵先發投手，日本職棒太平洋聯盟日本火腿鬥士前王牌投手，以獨特的性格、飛快球速及高昂的鬥志與霸氣著名日本球界。
- 岩隈久志：太平洋聯盟東北樂天金鷹前王牌投手，二段式投球被NPB明令禁止前，曾以獨特的二段式投球動作聞名。場外則以早婚與年輕爸爸形象聞名。2005年轉入東北樂天金鷹前曾於2001~2004年間效力於大阪近鐵野牛，2012年以轉至美國職棒大聯盟西雅圖水手。

#### 退役
- 藍迪·強森：封號巨怪（The Big Unit），美國職棒大聯盟三百勝級投手，生涯曾效力於蒙特婁博覽會、西雅圖水手、休士頓太空人、亞利桑那響尾蛇，2005年至2006年間曾效力於紐約洋基，最終於舊金山巨人，生涯第300勝於該隊達成並於2009年季後於該隊宣告引退。以高大身材與特有之低角度斜肩投法聞名球界。現為自由業者。
- 葛瑞格·麥達克斯：封號瘋狗(Mad Dogs，取自其姓氏之諧音)，美國職棒大聯盟三百勝級投手，其極端精準、刁鑽之控球與偏慢的球速在美國大聯盟強投圈中顯得獨樹一格。曾效力於芝加哥小熊、亞特蘭大勇士、洛杉磯道奇與聖地牙哥教士，2009年季前召開引退記者會後正式引退，現為芝加哥小熊隊總管助理。
- 賈許·貝基特：美國職棒大聯盟速球派先發投手，佛羅里達馬林魚農場出身，大聯盟生涯曾效力佛羅里達馬林魚、波士頓紅襪、洛杉磯道奇，2014年球季後宣布引退。
- A·J·柏奈特：美國職棒大聯盟速球派先發投手，紐約大都會、佛羅里達馬林魚農場出身，大聯盟生涯曾效力於佛羅里達馬林魚、多倫多藍鳥、紐約洋基、匹茲堡海盜與費城費城人，現效力於匹茲堡海盜。
- 王建民：曾為紐約洋基近十年陣容中少數自簽約至大聯盟過程由農場系統出身之投手，曾締造連二球季19場勝投記錄，擅長伸卡球，現執教於中信兄弟。
- 倪福德：台灣首位從中華職棒聯盟跳進升到美國職棒大聯盟的投手(四分之三的左側投),2009年效力於底特律老虎,生涯大聯盟首次登板以中繼投手身分上場，面對奧克蘭運動家，總共1.2局送出3次三振。倪福德是台灣第六位升上大聯盟的球員，在大聯盟的處女秀就有精采表現，展現穩定又紮實的後援功力。老虎隊總教練李蘭公開表示，很欣賞倪福德不怕跟打者對決的膽識，而第一年倪福德在大聯盟共出賽36場，投31局，21次三振、11次保送，失9分，防禦率是夠水準的2.61。2014年加盟洛杉磯道奇隊隨後被釋出，曾效力於中華職棒富邦悍將，2021年5月退休，現擔任安永鮮物棒球隊投手教練。

### 日本棒球聯盟(1936-1949)
- 澤村榮治：戰前期傳奇名投，日本職棒史上首位二十勝投手，首批獲選日本野球殿堂者。1944年12月2日於台灣海峽一帶因所乘之運兵船受東海海域之美軍潛艦魚雷擊沉而殉國，得年27歲。日本年度最佳投手獎「澤村賞」即取自其名。

### 日本野球機構(NPB)

#### 退役
- 金田正一：韓裔日籍名投手，韓文原名金慶弘。日本職棒唯一四百勝投手。400生涯勝，278場先發勝，132場後援勝，生涯365場完投、298敗、229場先發敗、69場後援敗、5526 1/3局投球、1808次四死球、4490次奪三振皆為日職之最。引退後曾兩度任職羅德獵戶星監督，現為以經商及球評為業。
- 米田哲也：封號「人間機關車」，日本職棒生涯勝場次多投手（350勝），引退後曾於阪神虎、歐力士藍浪、近鐵野牛登位投手教練，現為球評。
- 稻尾和久：前西鐵獅、太平洋俱樂部獅（西武獅前身）、羅德獵戶星監督，現役時代曾有「神樣、佛樣、稻尾樣」之譽。
- 江夏豐：「200勝、200救援點」投手之一。1979年日本大賽投出傳奇的江夏21球（日语：江夏の21球）。

#### 現役
- 藤井秀悟：球界封號「野球小僧」(意為「棒球男孩」)，前中央聯盟東京養樂多燕子、讀賣巨人、太平洋聯盟日本火腿鬥士先發投手，現效力於中央聯盟橫濱DeNA灣星。為日本職棒界身歷重傷後又重振威風的「不死鳥」之一。
- 五十嵐亮太：前東京養樂多燕子中繼投手，與伊良部秀輝以158km/h之球速並最日本職棒本土最手球速記錄，日本職棒連投三球皆158km/h記錄締造者，2010年赴美，曾效力於紐約大都會、多倫多藍鳥、紐約洋基小聯盟，2013年重返日本職棒效力軟體銀行鷹。
- 藤浪晉太郎：日本職棒中央聯盟阪神虎投手，大阪桐蔭高等學校時期有「浪速のダルビッシュ（浪速的達比修有）」稱號。
- 大谷翔平：日本職棒太平洋聯盟北海道日本火腿鬥士選手，同時兼任投手與外野手，2012年，時為高校三年級生時，於全國高校棒球選拔賽岩手分區賽（日语：全国高等学校野球選手権岩手大会）冠亞軍賽時飆出160公里速球造成話題。
- 內海哲也：日本職棒中央聯盟讀賣巨人先發投手，2000年選秀會後拒絕歐力士野牛第一指名，2003年再參加選秀獲巨人指名後，正式加盟巨人，並於2005年球季起成為該隊主力先發。

### 中華職棒

#### 現役
- 陽建福：現役統一獅投手，業餘至職棒時期皆曾多次以中華成棒代表隊球員身份參與國際棒球賽事，並於其中多次立下汗馬功勞聞名。
- 潘威倫：現役統一獅先發投手，2003年中華職棒大聯盟最佳新人，2010年球季末投出生涯百勝，成為繼謝長亨、勇壯後，中華職棒大聯盟達成生涯百勝的投手。亦是繼上述三人與陳義信後，達成台灣職棒生涯通算百勝的投手。
- 鄭凱文:現役兄弟象先發投手於中華職棒新人選秀會被兄弟象第一輪第一順位選中，為該屆的選秀狀元。
- 林煜清：前中信兄弟投手，曾效力於兄弟象，自新人球季即為球隊主力本土先發投手，2012年球季加盟兄弟象，並於同年開幕戰擔任先發投手並取得勝投，成為隊史首位開幕戰先發奪勝的新人投手。

### 退役
- 林恩宇：前誠泰Cobras、兄弟象、中信兄弟先發投手，前東北樂天金鷹外籍投手，曾與林英傑、許竹見並稱為「誠泰三本柱」，曾為中華職棒大聯盟2006年勝投、奪三振、防御率三冠王，2014年球季引退，現為中信兄弟二軍投手教練。
- 林岳平：目前為統一獅一軍總教練，與陽建福同為中華成棒代表隊名單常客，2008年球季曾以150km/h速球連發引起話題，中華職棒大聯盟首位本土一百次救援成功紀錄者。
- 郭泓志：赴美前及赴美初期皆備受爭議之台籍左投手，曾效力於洛杉磯道奇與西雅圖水手農場系統、芝加哥小熊農場系統，2013年季中返台以特案加盟中華職棒大聯盟統一獅隊，之後效力富邦悍將擔任終結者，2018年10月退休，現於台南經營健身館。